# 雅砻黄报春
雅砻黄报春（学名：Primula prattii），为报春花科报春花属下的一个植物种。